# Arthur Beverly

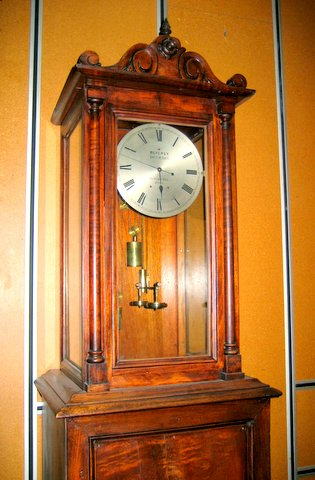
Die Beverly Clock

Arthur Beverly (* 22. März 1822 in Alford, Aberdeenshire, Schottland; † 25. Oktober 1907 in Dunedin, Neuseeland) war ein in Schottland geborener neuseeländischer Uhrmacher, Mathematiker und Astronom.

## Leben
Arthur Beverly wurde am 22. März 1822 als Sohn des Farmers George Beverly in Alford der Grafschaft Aberdeenshire in Schottland geboren. Seine Mutter ist nicht bekannt. Zunächst zuhause erzogen besuchte Beverly gelegentlich eine Gemeindeschule und Abendkurse bei James Taylor, einem Schuhmacher des Ortes, bei dem er Euklidische Geometrie, Trigonometrie, Astronomie, Vermessung und Navigation erlernte. Im Alter von 14 Jahren ging er nach Aberdeen, um bei der Uhrmacherin und Optikerin Baillie Berry eine Lehre zu absolvieren. Nach seiner Lehre arbeitete er weiter in Aberdeen als Geselle in seinem Beruf.

## Australien
1852 zog es ihn nach Australien, wo Beverly zunächst in Melbourne ankam, einen kurzen Abstecher in den Goldfeldern in Victoria machte, aber dann schließlich als Uhrmacher in Melbourne arbeitete. Über eine Freundschaft zu William Strachan, einem Lebensmittelhändler, der 1857 nach Dunedin, Neuseeland auswanderte, kam Beverly dann auch im Januar 1858 in die Stadt an der Ostküste der Südinsel.

## Neuseeland
Mit dem Plan, in Dunedin ein Uhrengeschäft zu gründen, brachte er Uhren und Schmuck sowie Material für die Daguerreotypie, ein Fotografieverfahren mit, für das er sich zu der Zeit interessierte. 1861 besaß Beverly bereits ein Haus in der Princes Street, wurde als Mitglied des Dunedin Town Board von 1859 bis 1861 Lokalpolitiker, war 1862 Mitglied der Otago Provincial Expedition zur Westküste der Südinsel und verkaufte sein Geschäft im Zuge der Finanzkrise im Jahr 1864.
Beverly widmete sich fortan der Wissenschaft und war unter anderem beratend für Bergbau-Ingenieure der Provinz Otago tätig. Auf der New Zealand Exhibition, die 1865 in Dunedin stattfand und für die Beverly als Mitglied der Jury und als Aussteller tätig war, stellte er seine Sideboard-Uhr vor, dessen Mechanik über die Ausnutzung von Luftdruck- und Temperaturunterschiede arbeitete und später als Beverly Clock Bekanntheit erwarb.
Am 27. November 1865 wurde Beverly mit dem Makdougall-Brisbane Prize der Royal Scottish Society of Arts für die Entwicklung seines Planimeters geehrt. Auch interessierte sich Beverly für die Astronomie und entwickelte ein Teleskop, das heute noch im Besitz des Beverly–Begg Observatory in Dunedin ist.
Beverly war nicht verheiratet und verstarb am 25. Oktober 1907 in Dunedin. Er hinterließ der University of Otago ein Erbe im Werte von seinerzeit 57.000 Pfund, dass die Universität für Stipendien und Auszeichnungen verwenden durfte.